# Plethodon punctatus
Plethodon punctatus là một loài kỳ giông trong họ Plethodontidae. Chúng là loài đặc hữu của Bắc Mỹ.
Các môi trường sống tự nhiên của chúng là các khu rừng ôn hòa và vùng nhiều đá. Loài này đang bị đe dọa do mất môi trường sống.